# Garsdale
Garsdale är en by och en civil parish i Cumbria, England. Orten har 202 invånare (2001).